# متنزه فورست لاون التذكاري (تلال هوليوود)
حديقة فورست لاون التذكارية - هوليوود هيلز هي واحدة من ستة حدائق في فورست لاون في جنوب كاليفورنيا. تقعُ في فورست لاون داريف، لوس أنجلوس، كاليفورنيا، في حي هوليوود هيلز في لوس أنجلوس.

## التاريخ
تأسَّسَ أول فورست لون (أو فورست لاون) في غلينديل، في عام 1906 من قِبل رجال الأعمال الذين وظفوا الدكتور هوبرت إيتون، وهو من المؤمنين الراسخين بالحياة السعيدة بعد الموت. كان يَعتقد أنَّ معظم المقابر كانت «ساحات حجرية قبيحة»، وتعهد بإنشاء واحدة من شأنها أن تعكس معتقداته المتفائلة وتكون «مختلفة، على عكس المقابر الأخرى مثل أشعة الشمس للظلام، كما أن الحياة الأبدية ليست مثل الموت». قال «سأحاول بناء حديقة كبيرة في فورست لون، خالية من الآثار المشوهة وغيرها من العلامات العرفية للموت الأرضي، ولكنها مليئة بالأشجار الشاهقة، والمروج الكاسحة، والنوافير المتساقطة، والطيور المغردة، والتماثيل الجميلة، والزهور المبهجة، والنصب التذكاري النبيل الهندسة المعمارية مع الديكورات الداخلية المليئة بالضوء والألوان، ورائحة أفضل تاريخ ورومانسية العالم». تُعدُّ حديقة فورست لاون التذكارية - هوليوود هيلز (بالإنجليزية: Forest Lawn Hollywood Hills)‏ ثاني أقدم سلاسل في مقبرة فورست لاون.
بحلول عام 1946، اشترت فورست لاون في جلينديل (بالإنجليزية: Forest Lawn at Glendale)‏ حوالي 490 أكر (200 ها) من الأراضي التي كانت تُعرف باسم مزرعة لاسكي (بالإنجليزية: Lasky Ranch)‏ ومزرعة بروفيدنسيا (بالإنجليزية: Providencia Ranch)‏' التي كانت تحتوي على منزل ومباني خارجية، بما في ذلك الاسطبلات والحظائر، وجزء من مزرعة هدكنز (بالإنجليزية: Hudkins Ranch)‏، المعروف أيضًا باسم مزرعة لاسكي القديمة. استُخدَمت مزرعة لاسكي كموقع فيلم منذ أوائل عام 1910، وتضمنت الأفلام التي تم إنتاجها هناك كل شيء هادىء على الجبهة الغربية (بالإنجليزية: All Quiet on the Western Front)‏ (1930) والعديد من الأعمال الكوميدية المبكرة لتشارلي شابلن، بما في ذلك فيلم الجانب المشرق (بالإنجليزية: Sunnyside)‏ (1919). استُخدَمت أيضًا الحديقة القديمة لتصوير العديد من الأفلام، وقد استأجرها وارنر برذرز في عام 1929، كما صُوّر فيه فيلم ديفيد غريفيث الذي صدرَ تحتَ عنوان ولادة أمّة (بالإنجليزية: The Birth of a Nation)‏ (1915).
في عام 1950، وبعد عملية تصريح لمدة أربع سنوات، بدأ هوبرت إيتون بناء مقبرة جديدة على أرضه في هوليوود هيلز. أعطى الطريق المنحني وغير المنتظم، الذي تم وضعه عام 1951 بين التلال الخضراء المتدحرجة، تأثيرًا ريفيًا في قلب منطقة لوس أنجلوس الحضرية. كما تم تشييد المباني الأولى، ودفن الموتى، والمكتب، والجراج، ومستودع الصيانة في عام 1951، وافتتحت المقبرة الجديدة للدفن في 4 مارس 1952. شُيِّد جزء من ضريح يُدعى محكمة الذكرى عام 1957.

## السمات
تشملُ أجزاء المقبرة ما يلي:

### محكمة الحرية
تتميّز محكمة الحرية (أو محكمة ولادة الحريّة) بتماثيل جورج واشنطن وتوماس جيفرسون وفسيفساء ولادة الحرية. على 162 قدم (49 م) بطول 28 قدم (8.5 م) من حيث العلو، ولادة الحرية هي أكبر فسيفساء تاريخية في الولايات المتحدة. وهي تتألف من عشرة ملايين قطعة من الزجاج الفينيسي وتصور خمسة وعشرين مشهدًا من أوائل أمريكا، من عام 1619 إلى عام 1787. الكنيسة الشمالية القديمة، نسخة طبق الأصل دقيقة لكنيسة بوسطن التاريخية، من قصيدة هنري وادزورث لونجفيلو رحلة بول ريفير. تحتوي الغرف التاريخية على وثائق وتذكارات من الفترة الاستعمارية. يحتوي متحف قاعة الحرية للتاريخ الأمريكي (بالإنجليزية: Hall of Liberty)‏ على نسخة من جرس الحرية ومعروضات أخرى. يضم المتحف قاعة تتسع لـ 1200 مقعد. يُوجَد نصب تذكاري لواشنطن، تكريم من الرخام والبرونز لأول رئيس لأمريكا، أنشأه النحات توماس بول. يتم تكريم أربعة من جنرالات واشنطن في النصب التذكاري.

### لينكولن تيراس
يتميّزُ لينكولن تيراس بوجود 16-قدم (4.9 م) تمثال برونزي لابراهام لنكولن، الرئيس السادس عشر، بواسطة أوغسطس سانت جودنز. كما تحيط به فسيفساء بانورامية تصور مشاهد رئيسية من حياة لينكولن.

### ساحة تراث أمريكا الوسطى
تحتوي ساحة تراث أمريكا الوسطى على منحوتات أصلية / غير مسيحية لميليتون سالاس رودريغيز، من غوادالاخارا، المكسيك. استخدم Salas الأدوات اليدوية لأول مقلع، ثم العمل، الحجر المكسيكي الأصلي في نسخ متماثلة مفصلة بدقة من الأعمال الفنية والتحف التي تمثل حضارات آزتك وحضارة المايا وشعب المكستك وأولمك وتيوتيهواكان وتولتك وحضارة الزابوتيك التي سبق الاستعمار الإسباني والثقافة المكسيكية الحديثة. يقف فندق بلازا على النقيض من الموضوعات الأمريكية المسيحية والوطنية التي كانت في الأصل تعكس الثقافة في فورست لون هوليوود هيلز وغيرها من حدائق فورست لاون التذكارية منذ إنشائها من قبل رجل الأعمال الأمريكي المسيحي هوبرت إل إيتون. رأس أولمكان الأملس، تقويم شمس الأزتك المعقد ونقوش تيوتيهواكان المتعرجة هي بعض السمات النحتية للساحة التي تم إنشاؤها بواسطة ممرات من الحجر المكسر وتكملها مجموعات من نباتات أمريكا الوسطى. ومع ذلك، تمت إزالة الشاشة بالكامل ووضعها في التخزين.

## أنظر أيضا
- متنزه فورست لاون التذكاري (غلينديل)
- وادي سان فرناندو
- يونيفرسال سيتي[5]

## روابط خارجية
- الموقع الرسمي